# Cunaxa luzonica
Cunaxa luzonica är en spindeldjursart som beskrevs av Corpuz-Raros och Mauricio Garcia 1995. Cunaxa luzonica ingår i släktet Cunaxa och familjen Cunaxidae. Inga underarter finns listade i Catalogue of Life.